# Heliophorus gemma
Heliophorus gemma är en fjärilsart som beskrevs av Riley 1929. Heliophorus gemma ingår i släktet Heliophorus och familjen juvelvingar. Inga underarter finns listade i Catalogue of Life.